# Miroslava Breach
Miroslava Breach Velducea (Chínipas, Chihuahua; 7 de agosto de 1963 - Chihuahua, Chihuahua; 23 de marzo de 2017) fue una periodista mexicana, reconocida por su labor como investigadora en torno a violaciones de los derechos humanos, la situación en la Sierra Tarahumara, el narcotráfico y la corrupción. Fue asesinada el 23 de marzo de 2017 en la ciudad de Chihuahua.

## Biografía y trayectoria periodística
Miroslava Breach Velducea era originaria de Chínipas, Chihuahua. Estudió Ciencias Políticas en la Universidad Autónoma de Baja California Sur y posteriormente empezó a ejercer como periodista, oficio que desempeñó durante más de veinte años.
Trabajó en medios como El Heraldo de Chihuahua, El Diario de Chihuahua y El Norte de Ciudad Juárez; siendo también corresponsal de La Jornada, periódico con el que colaboró desde 1997, así como también fundó la agencia de noticias MIR.
A través de su presencia en varios medios de comunicación, Miroslava Breach Velducea realizó trabajos de investigación que ayudaron a visibilizar problemáticas relacionadas con la defensa de los derechos humanos de comunidades indígenas en la Sierra Tarahumara y conflictos de materia ambiental; así como los feminicidios en Ciudad Juárez, el asesinato de Marisela Escobedo y desapariciones forzadas. Breach Velducea también cubrió temáticas como el narcotráfico en la región de Chihuahua, además de corrupción en la administración del exgobernador del estado de Chihuahua, César Duarte Jáquez.

## Asesinato
El jueves 23 de marzo del 2017, Miroslava Breach Velducea murió asesinada cuando salía de su domicilio en Chihuahua, para llevar a su niño a la escuela; recibió ocho impactos de bala en la cabeza. En abril de 2017, las autoridades de Chihuahua señalaron que habían sido identificados los responsables pero aún habían sido capturados.
El 11 de octubre de 2017, 6 meses después del asesinato, el gobernador de Chihuahua, Javier Corral, declaró que la investigación vinculaba al grupo delictivo 'Los Salazares', brazo armado del cártel de Sinaloa, como los autores intelectuales del asesinato, siendo el móvil una venganza. Esto debido a que Juan Salazar Ochoa, precandidato al gobierno municipal de Chínipas por el PRI, era sobrino de Adán Salazar Zamorano y Crispín Salazar Zamorano, y debido a estos vínculos desenmascarados por las investigaciones de Breach –publicadas en Proceso y La Jornada–, fue sustituido por otro precandidato. Fue a partir de ese momento que comenzaron las amenazas en contra de la vida de la periodista.
El 24 de diciembre de 2017 en Sonora, la Policía Federal detuvo a Juan Carlos M. O., alias 'Larry', presunto autor intelectual del asesinato de Miroslava Breach. En febrero de 2019, Édgar Salazar, hijo de Crispín Salazar Zamorano, fue detenido y acusado por ser otro de los autores intelectuales.
El 17 de diciembre de 2020 la Fiscalía General de la República detuvo y puso a disposición de la autoridad a Hugo Schultz Alcaraz, presidente municipal de Chínipas, Chihuahua, de 2013 a 2016, por «auxiliar al autor intelectual y autores materiales del homicidio», el cual fue sentenciado a 8 años prisión el 15 de junio de 2021.

## Legado

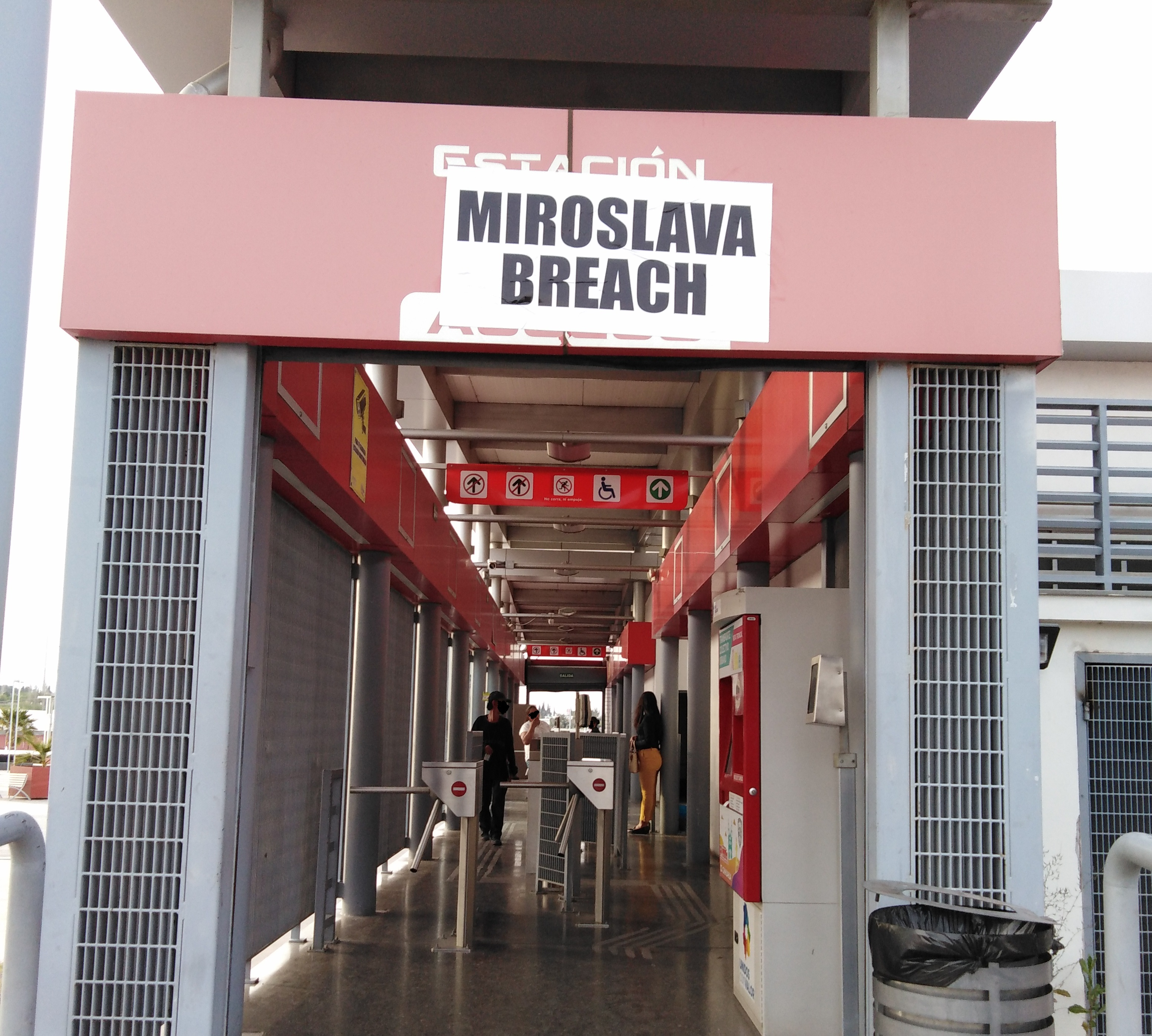
La estación 'Justicia' del Sistema de transporte Bowí en la ciudad de Chihuahua, renombrada 'Miroslava Breach', el 23 de marzo de 2019, a 2 años de su feminicidio.

El asesinato de Miroslava Breach, aunado a los 103 periodistas asesinados en un periodo de tres sexenios en México, motivó una serie de protestas en todo el país.
En homenaje a la periodista mexicana y a “los centenares de periodistas, comunicadores y comunicadoras sociales que son muertos cada año en América Latina, ejerciendo su trabajo y luchando contra mafias, gobiernos corruptos, el narcotráfico y las alianzas que se establecen entre ellos”; se lanzó el Premio “Miroslava Breach Sistemas de poder y violencia contra periodistas en América Latina”; además del “Premio Breach-Valdez de Periodismo y Derechos Humanos" iniciativa que reconocerá, año tras año, el trabajo de periodistas que investigan e informan sobre temas de derechos humanos.
También en honor a Miroslava y a su legado, Quinto Elemento Lab, la Red Libre Periodismo de Chihuahua, la Cátedra Miguel Ángel Granados Chapa (UAM Cuajimalpa) y la Facultad de Filosofía de la UACH convocaron al Seminario de Periodismo de Investigación “Miroslava Breach Velducea”, dirigido a periodistas y estudiantes del estado de Chihuahua.
Al recibir el Premio Internacional por la Libertad de Prensa otorgado por el CPJ, la periodista mexicana Patricia Mayorga lo dedicó a Miroslava Breach y a Javier Valdez, de quienes dijo "nos dejaron el gran reto de desnudar la narcopolítica y a los corruptos que tan inmenso daño le hacen a nuestro pueblo."